# Festival Paulista de Futebol Feminino Sub-14 de 2019
O Festival Paulista Feminino Sub-14 de 2019 foi a terceira edição desta competição futebolística de categoria de base da modalidade feminina organizada pela Federação Paulista de Futebol (FPF).
Foi disputada por catorze equipes entre os dias 9 de novembro e 1 de dezembro. A decisão, por sua vez, foi protagonizada por Ferroviária e Meninas em Campo. No confronto decisivo, realizado no estádio Conde Rodolfo Crespi, na cidade de São Paulo, a Ferroviária venceu nos pênaltis e conquistou o seu primeiro título.

## Formato e participantes
O regulamento do Festival Paulista Feminino Sub-14 dividiu os quatorze participantes em duas sedes, pelos quais os clubes disputaram confrontos de turno único. Na primeira sede, que foi realizada em Araraquara, contou com seis equipes em um único grupo que classificou as quatro melhores para a segunda fase que foi disputada em ida e volta, e a semifinal em jogo único. Na sede de Taubaté, as demais equipes foram divididas em dois grupos de quatro que classificou os dois melhores para a fase final do torneio, enquanto isso os terceiros e quartos colocados disputam um torneio paralelo de consolação, nas fases seguintes os confrontos são em jogos únicos. A final foi disputada pelos vencedores de cada sede em partida única, com o mando de campo sendo decidido pela Federação Paulista. Os catorze participantes foram:
| Equipe           | Cidade                | Participações | Títulos  |
| ---------------- | --------------------- | ------------- | -------- |
| Caldeirão        | Piracicaba            | 1             | —        |
| Centro Olímpico  | São Paulo             | 2             | 1 (2018) |
| Ferroviária      | Araraquara            | 1             | —        |
| Ginga Real       | Osasco                | 1             | —        |
| Inter de Franca  | Franca                | —             | —        |
| Inter de Limeira | Limeira               | 1             | —        |
| Meninas em Campo | São Paulo             | —             | —        |
| Nova Esperança   | Mogi das Cruzes       | —             | —        |
| Projeto Social 9 | São Paulo             | 1             | —        |
| Realidade Jovem  | São José do Rio Preto | —             | —        |
| Santa Cruz       | São José dos Campos   | —             | —        |
| São José-SP      | São José dos Campos   | 1             | —        |
| Taubaté          | Taubaté               | —             | —        |
| Tiger Academia   | São Paulo             | 2             | 1 (2017) |

## Resultados

### Sede Araraquara

#### Primeira fase
Grupo 1

#### Fases finais
|  | Semifinais       | Semifinais      | Semifinais | Semifinais |   |                  | Final | Final |
|  |                  |                 |            |            |   |                  |       |       |
|  | Ferroviária      | 0               | 1          | 1          |   |                  |       |       |
|  | Inter de Limeira | 0               | 0          | 0          |   |                  |       |       |
|  | Inter de Limeira | 0               | 0          | 0          |   | Ferroviária (p.) | 0 (5) |       |
|  |                  |                 |            |            |   | Ferroviária (p.) | 0 (5) |       |
|  |                  | Centro Olímpico | 0 (3)      |            |   |                  |       |       |
|  | Centro Olímpico  | Centro Olímpico | 0 (3)      | 1          | 2 | 3                |       |       |
|  | Centro Olímpico  |                 |            | 1          | 2 | 3                |       |       |
|  | Inter de Franca  | 0               | 0          | 0          |   |                  |       |       |

### Sede Taubaté

#### Primeira fase
Grupo 2
Grupo 3

#### Fases finais
|  | Semifinais       | Semifinais       |   |                  | Final          | Final |  |
|  |                  |                  |   |                  |                |       |  |
|  |                  |                  |   |                  |                |       |  |
|  | São José-SP      | 1                |   |                  |                |       |  |
|  | Projeto Social 9 | 0                |   |                  |                |       |  |
|  |                  |                  |   |                  |                |       |  |
|  |                  |                  |   |                  |                |       |  |
|  |                  |                  |   |                  | São José-SP    | 0     |  |
|  |                  | Meninas em Campo | 1 |                  |                |       |  |
|  |                  |                  |   |                  |                |       |  |
|  |                  |                  |   |                  |                |       |  |
|  |                  |                  |   |                  | Terceiro lugar |       |  |
|  |                  |                  |   |                  |                |       |  |
|  | Meninas em Campo | 2                |   | Projeto Social 9 | 2              |       |  |
|  | Taubaté          | 0                |   |                  | Taubaté        | 0     |  |

#### Disputa de 5° a 8° lugar
|  | Semifinais     | Semifinais     |   |                     | Final          | Final |  |
|  |                |                |   |                     |                |       |  |
|  |                |                |   |                     |                |       |  |
|  | Nova Esperança | 0              |   |                     |                |       |  |
|  | Ginga Real     | 1              |   |                     |                |       |  |
|  |                |                |   |                     |                |       |  |
|  |                |                |   |                     |                |       |  |
|  |                |                |   |                     | Ginga Real     | 0     |  |
|  |                | Tiger Academia | 4 |                     |                |       |  |
|  |                |                |   |                     |                |       |  |
|  |                |                |   |                     |                |       |  |
|  |                |                |   |                     | Terceiro lugar |       |  |
|  |                |                |   |                     |                |       |  |
|  | Tiger Academia | 5              |   | Nova Esperança (mc) | 1              |       |  |
|  | Santa Cruz     | 0              |   |                     | Santa Cruz     | 1     |  |

### Final
| 1 de dezembro | Ferroviária  | 1 – 1 | Meninas em Campo | Conde Rodolfo Crespi, São Paulo         |
| 09h00min      | Gabrielli 9' |       | Thauany 4'       | Árbitro: Hemerson José Nicoli de Campos |

|  |       | Penalidades |
|  | 5 – 3 |             |